# Florin Ilie
Florin Ionuț Ilie (Alba Iulia, 18 giugno 1992) è un calciatore rumeno, difensore dell'FC Politehnica Iași.

## Carriera

### Club
Ha giocato nella massima serie rumena.